# Uligamu
Uligamu  (Dhivehi: އުލިގަމު) is een van de bewoonde eilanden van het Haa Alif-atol behorende tot de Maldiven.

## Demografie
Uligamu telt (stand maart 2007) 219 vrouwen en 234 mannen.